# Civil Rights Defenders
Civil Rights Defenders је независна експертска организација, основана у Стокхолму 1982. са циљем заштите људских права, посебно грађанских и политичких. Организација делује у Шведској, средњој Азији, Југоисточној Азији, Западном Балкану и источној Европи. 
Раде и на побољшању људских права на слободу и правду кроз оснаживање поштовања цивилних и политичких права. Civil Rights Defenders обавља ревизију закона, правне регулативе, рад и утицај правосудних органа код влада и креатора политике који крше људска права. Спроводе кампање и дисеминацију знања кроз семинаре, извештаје и слање поште. Важан део пословања је обраћање пажње на ситуације кршења људских права бранитеља истих у земљама где су активни, и то на различите начине како би оснажили њихов рад. 
Организацију води Роберт Хард, извршни директор, и Перси Брат, председник Управног одбора.

## Историјат
Civil Rights Defenders (раније позната као Шведски Хелсиншки Комитет за људска права) био је део Хелсиншког покрета. За време Хладног рата потписан је споразум између Источног блока и западних земаља у Финској престоници 1975. Ово је инспирисало грађане широм Европе и Сједињених Америчких Држава да оформе невладине организације (НВО) које ће пратити рад својих влада у поштовању људских права. Овом покрету придружило се 40 организација.
Шведски Хелсиншки Комитет за људска права установљен је 1982. године са циљем подршке прогоњеним активистима иза гвоздене завесе. 
Након пада Берлинског зида и почетка југословенских ратова, 1994. године организација решава изазове на Балкану. Услед потребе за локалним присуством, 2000. године отвара се и прва канцеларија у региону. 
2009. организација мења име у Civil Rights Defenders. Фокус на политичким и грађанским правима остаје, али се деловање проширује са циљем да покрије цео свет.